# Panthera tigris acutidens
Panthera tigris acutidens és una subespècie de tigre (Panthera tigris) descrita el 1928 a partir de fòssils descoberts prop de Wanhsien, a la província meridional xinesa de Sichuan. Otto Zdansky l'anomenà Felis acutidens. Els fòssils foren reexaminats el 1947 i atribuïts a Panthera tigris acutidens per Dirk Albert Hooijer i Walter W. Granger.

## Descripció
Els fòssils de P. t. acutidens de Wanhsien conservats al Museu Americà d'Història Natural consisteixen en dos cranis, un húmer, dos metacarps, una tíbia, un astràgal, dos calcanis i cinc ossos metatarsians, així com diverses parts de mandíbules. La tíbia fa 29,7 cm de llargada i 8,1 cm de diàmetre. L'húmer fa 6.3 cm de llargada i és lleugerament més petit en amplada, llargada i diàmetre que els húmers de tigre siberià. Devia pesar entre 200 i 350 kg.